# Айхингер, Бернд
Бернд Айхингер, иногда встречается написание Эйхингер (нем. Bernd Eichinger; 11 апреля 1949, Нойбург-на-Дунае — 24 января 2011, Лос-Анджелес) — немецкий кинопродюсер, сценарист и режиссёр, один из руководителей кинокомпании Constantin Film.

## Биография
Бернд Айхингер родился в семье сельского врача Манфреда Айхингера († 2004 г.) и его жены Ингеборг, урождённой Беркманн, учительницы, и вырос со своей сестрой Моникой в Реннертсхофене.
После окончания школы, подал заявку в недавно основанный Университет телевидения и кино (нем.) в Мюнхене с фильмом «Солнце не светило ни на что новое, поскольку у него не было выбора», который он снял по роману Сэмюэля Беккета «Мерфи». Фильм был о школе-интернате, в которой он учился с одиннадцати лет. Хотя на 400 претендентов было всего 11 студенческих мест, а его фильм был слишком длинным и длился более 30 минут, его заявка была удовлетворена. Следующие три года он провел в Мюнхенской киношколе и позже отзывался с восторгом от этого времени: «Это было откровением». Там он снял короткометражки «Каносса» и «Похищение». Его выпускным фильмом в классе режиссуры стал чёрно-белый короткометражный фильм «Рождественская сказка» 1973 года, для которого он также написал сценарий и в котором снялся вместе с Марквардом Бомом (нем.).

### Карьера
После завершения учёбы, Айхингер писал сценарии и работал менеджером по производству на Баварском телевидении и радио, прежде чем 19 ноября 1974 года вместе с Питером Жене основал компанию Solaris Film- und Fernsehenproduktion oHG. Там он в основном продюсировал авторские фильмы, которые причисляются к Новому немецкому кино.
В 1978 году, он купил большую часть активов киностудии Constantin Film, которая обанкротилась в октябре 1977 года, а в 1979 году стал акционером и управляющим директором компании, которая теперь называется Neue Constantin Film GmbH. Его первой постановкой для этой компании была Кристиана Ф. — Мы, дети со станции Зоо. В 1981 году фильм, снятый его бывшим однокурсником Ули Эделем и сценарий для которого написал другой его однокурсник Герман Вайгель (нем.), стал одним из самых успешных в мире немецкоязычных фильмов после окончания войны. Фильм получил «Золотой экран» и стал победителем в категории «Самый популярный фильм» на Международном кинофестивале в Монреале (Канада).
В последующие два десятилетия, Айхингер отвечал за закупку фильмов и дистрибьюторский бизнес в компании Neue Constantin Film GmbH. Он разработал рекламные кампании для таких фильмов, как «Ботинок Вольфганга Петерсена», «Пинк Флойд: Стена» Алана Паркера, «Квадрофения» Франка Роддама, «Побег из Нью-Йорка» Джона Карпентера и «Конан-варвар» Джона Милиуса. Спродюсировав такие крупные международные проекты, как «Бесконечная история» с Вольфгангом Петерсеном в качестве режиссёра, «Имя розы» с режиссером Жан-Жаком Анно и Шоном Коннери в главной роли, «Последний выход из Бруклина» по роману Хьюберта Селби снова с режиссёром Ули Эделем, «Дом духов» Билле Аугуста и с Мерил Стрип, Гленн Клоуз, Джереми Айронсом и Вайноной Райдер в главных ролях, а также серию фильмов «Обитель зла» с Миллой Йовович в главной роли, Айхингер достиг международного успеха. В 1980-х Эйхингер приобрёл права на экранизацию комиксов Marvel «Фантастическая четвёрка» и более 15 лет спустя работал продюсером экранизации «Фантастической четвёрки» и «Фантастической четвёрки: Восстание серебряного серфера» для 20th Century Fox.
Помимо международных проектов, Айхингер также продюсировал популярные немецкие комедии, такие как «Рискованные гонки» с Тилем Швайгером в его первой главной роли в художественном фильме, «Самый желанный мужчина» Зёнке Вортмана и «Das Superweib», мультфильм «Вернер. Твёрдый, как кость», и «Voll normaaal» и «Ballermann 6» с комиком Томом Герхардтом (нем.).
В 1996 году, Айхингер впервые снял телевизионную драму «Девушка Розмари».

### Личная жизнь
Бернд был заядлым курильщиком. Он умер от сердечного приступа на званом ужине с семьей и друзьями в Лос-Анджелесе в возрасте 61 года.
Имеет дочь – телеведущую Нину Айхингер, от отношений с Сабиной Айхингер, на которой он не был женат, и по случайному стечению обстоятельств, они — просто однофамильцы. После пятилетних отношений с актрисой Катей Флинт, с декабря 2006 года до своей смерти от сердечного приступа 24 января 2011 года, он был женат на журналистке и писательнице Кате Айхингер (урожденной Хофманн), которая младше его на 22 года.
В сентябре 2012 года, она опубликовала о нём биографию «БА».

## Продюсированные фильмы (Избранное)
| Год  |    | Русское название                       | Оригинальное название                      | Роль                          |
| ---- | -- | -------------------------------------- | ------------------------------------------ | ----------------------------- |
| 1977 | ф  | Грете Минде                            | Grete Minde                                | продюсер                      |
| 1977 | ф  | Бездельник                             | Taugenichts                                | продюсер                      |
| 1981 | ф  | Кристиана Ф. — Мы, дети со станции Зоо | Christiane F. – Wir Kinder vom Bahnhof Zoo | продюсер                      |
| 1984 | ф  | Бесконечная история                    | The NeverEnding Story                      | продюсер                      |
| 1986 | ф  | Имя розы                               | The Name of the Rose                       | продюсер                      |
| 1991 | ф  | Рискованные гонки                      | Manta, Manta                               | продюсер, сценарист           |
| 1992 | ф  | Соль на нашей коже                     | Salz auf unserer Haut                      | продюсер                      |
| 1993 | ф  | Дом духов                              | The House of the Spirits                   | продюсер                      |
| 1994 | ф  | Самый желанный мужчина                 | Der bewegte Mann                           | продюсер                      |
| 1996 | тф | Любовники Розмари                      | Das Mädchen Rosemarie                      | продюсер, сценарист, режиссёр |
| 1997 | ф  | Достучаться до небес                   | Knockin' On Heaven's Door                  | продюсер                      |
| 1999 | ф  | Дьявол и госпожа Д                     | Der Grosse Bagarozy                        | продюсер,сценарист, режиссёр  |
| 2001 | ф  | Обитель зла                            | Resident Evil                              | продюсер                      |
| 2001 | ф  | Нигде в Африке                         | Nirgendwo in Afrika                        | продюсер                      |
| 2002 | ф  | В постели с дьяволом                   | 666 – Traue keinem, mit dem du schläfst!   | продюсер                      |
| 2004 | ф  | Бункер                                 | Der Untergang                              | продюсер, сценарист           |
| 2006 | ф  | Парфюмер: История одного убийцы        | Das Parfum – Die Geschichte eines Mörders  | продюсер, сценарист           |
| 2007 | ф  | Сексуальная революция                  | Pornorama                                  | продюсер                      |
| 2007 | ф  | Обитель зла 3                          | Resident Evil: Extinction                  | продюсер                      |
| 2008 | ф  | Комплекс Баадера — Майнхоф             | Der Baader Meinhof Komplex                 | продюсер                      |
| 2009 | ф  | Иоанна — женщина на папском престоле   | Pope Joan                                  | продюсер                      |
| 2010 | ф  | Обитель зла в 3D: Жизнь после смерти   | Resident Evil: Afterlife                   | продюсер                      |

## Награды (Избранное)

### Номинации
- Премия «Оскар» 2005 года — «Лучший фильм на иностранном языке» («Бункер»)
- Премия «BAFTA» 2008 года — «Лучший фильм не на английском языке» («Комплекс Баадера — Майнхоф»)[5]

### Награды
- Премия «Давид ди Донателло» в категории «Лучший продюсер» за фильм «Имя розы» (1987)[6]
- Премия «Бэмби»[7]:
  - 1984 — «Продюсер года» («Бесконечная история»)
  - 1986 — «Лучший фильм» («Имя розы»)
  - 1994 — «Национальное кино» («Самый желанный мужчина»)
  - 2004 — «Национальное кино» («Бункер»)
  - 2006 — «Национальное кино» («Парфюмер: История одного убийцы»)
- Премия «Оскар» 2003 года — «Лучший фильм на иностранном языке» («Нигде в Африке»)